# Гамлет (фильм, 1964)
«Га́млет» — советский чёрно-белый двухсерийный художественный фильм, поставленный на киностудии «Ленфильм» в 1964 году Григорием Козинцевым по одноимённой трагедии Шекспира в переводе Бориса Пастернака.
Премьера фильма в СССР состоялась 19 апреля 1964 года.

## Сюжет
После смерти короля Датского — отца Гамлета — на престол восходит его брат Клавдий, который берёт в жёны его вдову Гертруду. Поспешность этой свадьбы, распутная жизнь Клавдия, а также требование «несколько умереннее впредь скорбеть о нём, себя не забывая», вызывают глубокую печаль и отвращение у принца Гамлета. Его тяжёлые раздумья прерывает появление друга Горацио в сопровождении двух офицеров, который рассказывает о том, что они видели ночью призрак отца Гамлета. Гамлет, беря с них обещание молчать об увиденном, решает во что бы то ни стало повидаться с призраком своего отца. Встреча с ним приводит Гамлета в ужас и смятение — призрак рассказывает ему о том, что дядя принца, нынешний король, убил его; прощается («Прощай — и помни обо мне!») и просит сына отомстить. Гамлет поражён и растерян настолько, что придворные решают, что принц сошёл с ума. После этого Гамлет решает притвориться сумасшедшим. Король, догадываясь, что «Гамлет не сошёл с ума, а притворяется с какой-то целью», подсылает к нему его друзей — Розенкранца и Гильденстерна, чтобы они за соответствующее вознаграждение выведали, что на самом деле на уме у принца. Но Гамлет, поняв истинную цель их приезда, ничего не открывает, отвечая на расспросы странными монологами.
В это время в Эльсинор приезжает группа бродячих актёров. Гамлет просит их поставить пьесу «Убийство Гонзаго», вставив туда несколько строк своего сочинения. Таким образом «Убийство Гонзаго» будет изображать убийство прежнего короля (со слов призрака). Король внимательно следит за действием пьесы и уходит после того, как в пьесе Гамлета происходит убийство, совершённое именно тем способом (вливание яда в ухо спящему королю), который описал призрак; после этого придворные объявляют Гамлету, что королю нездоровится и что мать Гамлета зовёт сына к себе на серьезный разговор.
После этого Гамлет идёт в покои королевы, перед разговором убивая притаившегося за ковром королевского советника — Полония, решив, что это Клавдий. Гамлет разговаривает с матерью, упрекая её в том, что, выйдя замуж за Клавдия, она оскорбила память о прежнем муже.
Король, понимая, что Гамлет для него опасен, отсылает его в Англию, чтобы его сразу же по приезде казнили. Принц спасается от этой участи и возвращается в Данию. Дядя в ответ прибегает к уже испытанному приёму — яду. Гамлет умирает, перед смертью убивая короля. Датский престол переходит к Фортинбрасу, норвежскому правителю.

## Съёмки
Изначально Г. Козинцев планировал привлечь к этой работе оператора А. Москвина, успевшего только прочесть режиссёрский сценарий и неожиданно скончавшегося. Заменивший его Д. Месхиев вскоре ушёл с картины из-за возникших разногласий в изобразительном решении. Оператору виделся высветленный образ Гамлета на фоне тёмных стен и интерьеров. Козинцев посчитал такое это очень надуманным.

Плакат фильма,
худ. М. Хазановский

Натурные съёмки проходили в посёлке Кейла-Йоа, 28 км от Таллина. Макет замка Эльсинор был построен на обрыве Тюрисалу у моря в трёх километрах от Кейла-Йоа. На постройку макета замка ушло полгода. И сейчас это место называют «Скала Гамлета» или «Мыс Гамлета».
Монолог Гамлета («Быть иль не быть…») снимался в Крыму — «Детский пляж» в городе Алупка и лестница Успенского пещерного монастыря вблизи Бахчисарая). Также, в первых и последних кадрах фильма, в море — тень Ласточкиного гнезда.
Для съёмок интерьеров в 4-м павильоне «Ленфильма» были выстроены декорации — Гобеленный и Белый залы замка.
На роль Лаэрта пробовались Александр Демьяненко, Владимир Ивашов и Вячеслав Шалевич, но выбран был студент Киевского института театрального искусства имени Карпенко-Карого Степан Олексенко, который позже вспоминал:

Очень легко было и с Михаилом Михайловичем, и с Полонием — Юрием Владимировичем Толубеевым, блестящим актёром Ленинградского театра драмы имени Пушкина. С ними я забывал о софитах и камере, эти глыбы были такими непосредственными, так щедро дарили своё искусство — я просто купался в их искренности и любви. А вот с Иннокентием Михайловичем было трудно — я не понимал, что в его голове происходит, казалось, нас разделяла стена. Хотя Смоктуновский просил меня называть его не по имени-отчеству, а запросто: «Ну что ты всё „Иннокентий Михайлович“ да „Иннокентий Михайлович“ — я Кеша». Мне тогда был 21 год…— Степан Олексенко: «Самый яркий роман был у меня с Адой Роговцевой. Ада и сейчас хороша, а тогда была просто безумно красивой…» // Газета «Бульвар Гордона», 13 июня 2006 г.
В роли Горацио первоначально снимался Николай Гринько, но из-за большой разницы в росте возникли скандальные недоразумения со Смоктуновским, и Гринько предпочёл расторгнуть договор с киностудией.
В съёмочный период в результате несчастного случая под колёсами поезда погиб актёр Александр Чекаевский.

## В ролях
- Иннокентий Смоктуновский — Гамлет, принц датский
- Михаил Названов — король Клавдий
- Эльза Радзиня — королева Гертруда
- Юрий Толубеев — Полоний
- Анастасия Вертинская — Офелия, дочь Полония
- Владимир Эренберг — Горацио, друг Гамлета
- Степан Олексенко — Лаэрт, сын Полония
- Вадим Медведев — Гильденстерн
- Игорь Дмитриев — Розенкранц
- Виктор Колпаков — могильщик
- Александр Чекаевский — первый актёр (роль озвучил Григорий Гай)
- Рейно Арен — второй актёр
- Юрий Беркун — третий актёр
- Антс Лаутер — священник
- Борис Ильясов — Марцелл
- Ааду Кревальд — Фортинбрас, принц норвежский
- Николай Кузьмин — телохранитель короля

## Съёмочная группа
- Сценарий и постановка — Григория Козинцева
- Главный оператор — Ионас Грицюс
- Художники — Евгений Еней, Георгий Кропачёв
- Композитор — Дмитрий Шостакович
- Звукооператор — Борис Хуторянский
- Второй режиссёр — Иосиф Шапиро
- Операторы — Владимир Чумак, Александр Чечулин
- Художник по костюмам — Симон Вирсаладзе

## Признание и награды

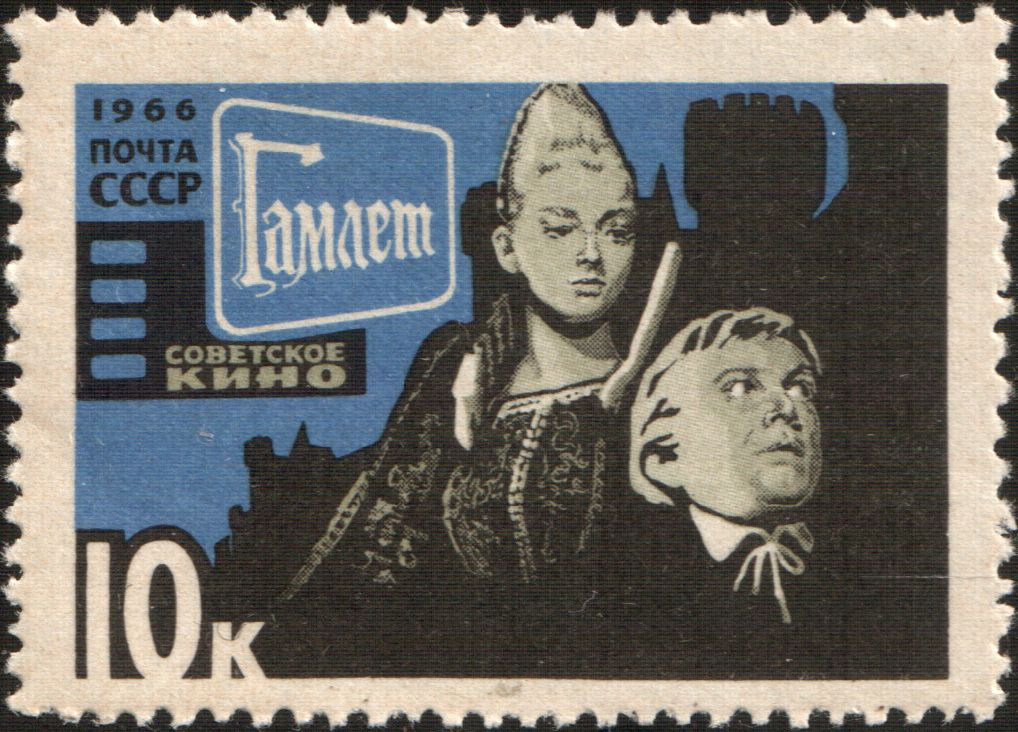
Персонажи фильма А. Вертинская и И. Смоктуновский на почтовой марке СССР 1966 года

- 1964 — I Всесоюзный кинофестиваль — специальная премия жюри
- 1964 — лучший отечественный фильм, Смоктуновский лучший актёр года по опросу журнала «Советский экран»
- 1964 — специальный приз жюри Венецианского кинофестиваля — Григорий Козинцев
- 1964 — номинация на приз «Золотой Лев» Венецианского кинофестиваля — Григорий Козинцев
- 1965 — Ленинская премия Козинцеву и Смоктуновскому
- 1966 — премия национального совета киноцензуры «Серебряная лама» на международном кинофестивале в Лиме
- 1966 — премия «Фемина» (Бельгия)
- 1966 — номинации на премию BAFTA в категориях «Лучший фильм» (Григорий Козинцев) и «Лучший зарубежный актёр» (Иннокентий Смоктуновский)
- 1966 — номинация на премию «Золотой глобус» в категории «Лучший фильм на иностранном языке»

## Издание на видео
В 1980-е годы выпущен в СССР на видеокассетах. В середине 2000-х выпущен на DVD с полной реставрацией и хорошим качеством изображения и звука, с дополнениями фильмографии и «До и после реставрации».